# Том Вуд
Том Вуд (енгл. Tom Wood; 3. новембар 1986) професионални је рагбиста и енглески репрезентативац који тренутно игра за Нортхемптон Сеинтс.

## Биографија
Висок 193 cm, тежак 113 кг, Вуд је пре Сеинтса играо за Норт Отаго и Вустер Вориорс. За репрезентацију Енглеске је до сада одиграо 42 тест меча.